# Dragaš (famiglia serba)
La Casata dei Dejanović (in serbo Дејановић?), nota anche come Casata dei Dragaš (in serbo Драгаш?) era una famiglia nobile serba di epoca medievale. Inizialmente a servizio dell'Impero serbo, divennero in seguito una delle famiglie locali più potenti durante la dominazione ottomana (iniziata nel 1371, con la vittoria ottomana nella battaglia di Maritsa), quando governarono territori che andavano dalla Serbia alla Bulgaria fino alla Macedonia.
Inoltre, furono gli antenati materni degli ultimi due imperatori bizantini, i fratelli Giovanni VIII e Costantino XI, la cui madre era Elena Dragaš. A quel punto, la famiglia ricopriva una tale importanza che Costantino era noto sia col cognome paterno, Paleologo, che con quello materno, sebbene scritto con l'ortografia greca Dragases.

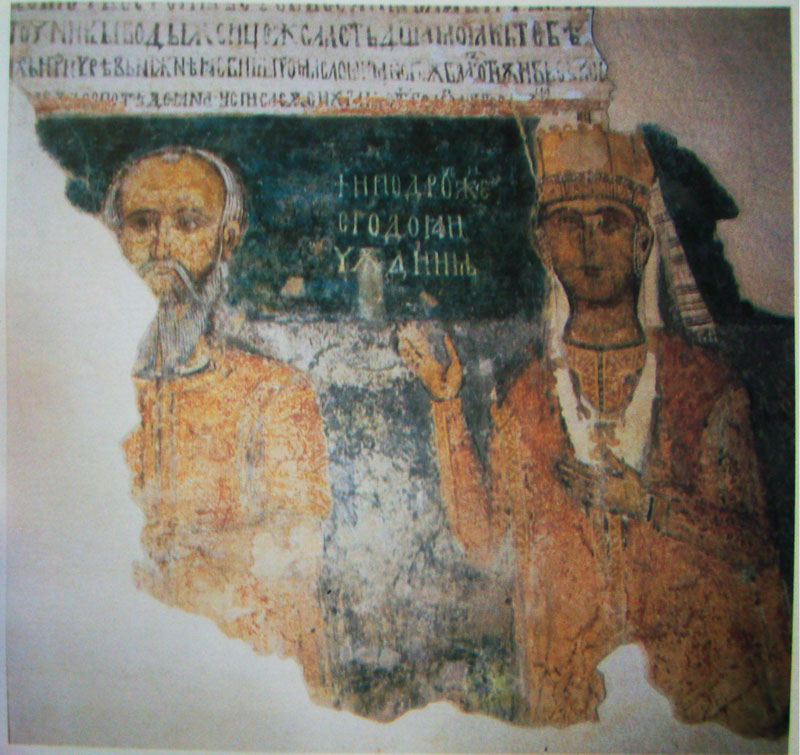
Il despota Dejan, capostipite della famiglia, con sua moglie Teodora Eudocia, affresco nel monastero di Zemen

## Storia
La storia della famiglia iniziò con Dejan, voivoda serbo di Kumanovo, il quale aveva sposato Teodora Eudocia, sorellastra di Stefano Dušan. Non sono note informazioni su di lui fino al 1346, anche se sono stati fatti tentativi per far coincidere la sua figura con quella di Dejan Manjak, un oscuro nobile citato come parte della corte di Stefano in un documento del 1333.
Il 16 aprile 1346, in occasione della Pasqua, Stefano convocò un'enorme assemblea a Skopje, dove si fece incoronare imperatore e autocrate dei serbi e dei greci, dando inizio a un programma di bizantizzazione della Serbia, in particolare nei titoli e nelle cerimonie. Di conseguenza, Dejan venne nominato sevastokrator, un titolo di alto rango bizantino.
Dejan ricompare nei documenti nel 1354, in una carta che elenca i suoi possedimenti. La provincia di Dejan si estendeva a est di Skopska Crna Gora e comprendeva le župe di Žegligovo e Preševo. A riprova delle sue possibilità economiche, Dejan aveva finanziato la ricostruzione ex novo sui suoi territori del monastero di Arhiljevica, una chiesa, un metochion e due villaggi. Nel 1555, fu il destinatario, insieme ad altre personalità laiche e religiose, di un'ambasciata da parte di papa Innocenzo VI, che gli chiedeva di intercedere presso l'imperatore per la riunificazione delle chiese cattolica e serba, il che testimonia l'importanza ricoperta da Dejan a corte, malgrado la scarsità di informazioni su di lui.
Nel 1356, Dejan ricevette il titolo di despota al figlio ed erede di Stefano, Stefano Uroš V, che gli affidò i territori della Moravia meridionale, scalzando così il suo rivale, Jovan Oliver, come seconda personalità dell'Impero.
Dejan morì intorno al 1365, lasciando due figli maschi, Jovan e Constantino. Essendo ancora troppo giovani per ereditare i territori paterni, furono messi da parte a favore di Vlatko Paskačić e Vukašin Mrnjavčević. Tuttavia, una volta cresciuti, Jovan fu nominato despota e, insieme al fratello, gli vennero assegnati i territori un tempo appartenuti a Jovan Oliver, in particolare le province della Macedonia orientale. È incerto perché i figli di Oliver furono diseredati, soprattutto dopo che venne scartata l'ipotesi di una parentela fra Oliver e Dejan.
Il 1371 vide la caduta dell'Impero serbo e l'inizio della dominazione ottomana, prima con la sconfitta di Maritsa il 26 settembre e poi con la morte dell'imperatore nei primi giorni di dicembre. La prima mossa ottomana, guidati dal sultano Murad I, fu di rafforzare la propria posizione stringendo alleanze con le principali famiglie della nobiltà locale. Usando una strategia di divide et impera, l'Impero serbo venne smembrato in diversi potentati.
In questo contesto, i fratelli Dragaš raddoppiarono il loro territorio, sia vedendosi restituita la provincia paterna sia allargando i propri confini, soprattutto verso sud. Nel 1373, Jovan accettò la sovranità ottomana e si recò a Struma per fare atto di vassallaggio. Nel 1376, Costantino affiancò il fratello nel governo, come dimostrano numerosi documenti co-firmati dai due. Nonostante formalmente sotto il dominio ottomano, i due operavano come sovrani a pieno titolo, emettendo leggi, tenendo corte, coniando monete e ampliando i propri domini, che alla fine coincisero grossomodo con l'attuale Serbia. Adottarono come loro lo stemma imperiale dell'aquila bicefala e, nei documenti, si riferivano alla Serbia come al "nostro impero", e alla loro madre, ritiratasi in convento, come all'imperatrice, titolo che Teodora Eudocia accettò e usò per se stessa. Jovan morì nel 1378, lasciando Costantino come unico despota.
Nel 1379, Lazar Hrebeljanović cercò di affermarsi come nuovo imperatore e autocrate, ma non aveva il supporto necessario ad affermare la propria autorità nelle province, che continuarono a governarsi in modo indipendente. Quando Lazar attirò l'attenzione ottomana, Costantino permise alle truppe del sultano di attraversare il Kosovo e fornì addirittura truppe ausiliarie per la battaglia di Piana dei Merli (1389), che vide la vittoria ottomana e la morte di Lazar, ma anche di Murad I, a cui succedette sui figlio Bayezid I.
A questo punto, Costantino aveva da molti anni legami stretti con gli ottomani, al punto che nel 1372 le sue tre figlie maggiori erano divenute consorti rispettivamente di Murad I e di due suoi figli, Bayezid I e Yakub. Decise quindi di stringere un'ulteriore alleanza con l'Impero bizantino, dando in sposa nel 1392 la sua quarta e ultima figlia, Elena, a Manuele II Paleologo. Gli ultimi imperatori bizantini, Giovanni VIII e Costantino XI, erano figli di Elena, la cui importanza era tale che i suoi figli erano noti anche con il cognome materno, nella grafia greca Dragases.
Nel 1395, Costantino fu fra coloro che presero parte alla campagna ottomana in Valacchia, morendo durante la battaglia delle Rovine il 17 maggio 1395. La morte di Costantino segnò l'estinzione della famiglia: i suoi territori persero la relativa autonomia e furono smembrati per essere assegnati a governatori ottomani, mentre il suo unico figlio si convertì all'Islam, cambiò nome e fu relegato in una provincia minore, dove se ne perdono le tracce.

## Genealogia
- Dejan (? - 1365), capostipite della famiglia. Sposò Teodora Eudocia, sorellastra dell'imperatore Stefano IV Dušan. Ebbero tre figli: 
  - Jovan Dragaš (? - 1378).
  - Teodora Dragaš. Nel 1355 sposò prima Žarko, signore di Zeta, da cui ebbe Mrkša Žarković (nato nel 1363), e poi Đurađ I Balšić, con cui ebbe figli che proseguirono la casata dei Balšić[9].
  - Costantino Dragaš (? - 1395). Sposò una donna ignota da cui ebbe quattro figlie e un figlio, e poi la principessa bizantina Eudocia Comnena, da cui non ebbe discendenza.
    - Elena Dragaš (1372 - 1450). Sposò Manuele II Paleologo, imperatore bizantino, da cui ebbe dieci figli, fra cui: 
      - Giovanni VIII Paleologo (1392 - 1448).
      - Costantino XI Paleologo (1404 - 1453), ultimo imperatore bizantino.

    - Tre figlie che nel 1372 sposarono rispettivamente il sultano ottomano Murad I e due suoi figli, Bayezid e Yakub.
    - Jakov Dragaš. Si convertì all'Islam e fu governatore di Velbužd per conto degli ottomani.